# Gard Āseh
Gard Āseh (persiska: گرد آسه) är en ort i Iran.   Den ligger i provinsen Västazarbaijan, i den nordvästra delen av landet, 600 km väster om huvudstaden Teheran. Gard Āseh ligger 1 579 meter över havet och antalet invånare är 291.
Terrängen runt Gard Āseh är lite bergig. Runt Gard Āseh är det ganska glesbefolkat, med 48 invånare per kvadratkilometer. Närmaste större samhälle är Piranshahr, 18,5 km väster om Gard Āseh. Trakten runt Gard Āseh består till största delen av jordbruksmark.